# Club rodante
Club rodante es el segundo álbum de estudio de la banda mexicana Comisario Pantera. Salió a la venta el 3 de noviembre de 2013 en formato físico y digital en México. Fue escrito por los dos vocalistas miembros de la banda; Darío Vital e Iván Vidauri.
Se compone de doce canciones originales, del cual se extrajeron sencillos como «Horizonte», «Isabel» y «No es por ti». Aunque también destacaron sencillos como «Nada es fácil» y «A contraluz». Fue producido por Gerardo Rosado y se distribuyo a través de EMI Music México.

## Antecedentes
Comisario Pantera presentó su segundo álbum de estudio, Club Rodante, el 3 de noviembre de 2013 en el Teatro Metropólitan de la Ciudad de México. El evento contó con la participación del cantante chileno Pedropiedra. El álbum fue producido por Gerry Rosado y lanzado bajo el sello Discos Valiente, estando disponible desde el 21 de octubre. El primer sencillo del álbum, titulado «Horizonte», fue acompañado por un vídeo dirigido por Benjy Estrada y Los Niños Perdidos, que documentaba el recorrido de la banda en los meses anteriores al lanzamiento.

## Recepción
En el sitio web Rate Your Music recibió una puntuación de 2.92 sobre 5 estrellas.

## Lista de canciones
| Lista de canciones |                     |                            |          |  |
| N.º                | Título              | Escritor(es)               | Duración |  |
| 1.                 | «Esencia»           | Darío Vital · Iván Vidauri | 2:19     |  |
| 2.                 | «Nada es fácil»     | Darío Vital · Iván Vidauri | 2:26     |  |
| 3.                 | «A contraluz»       | Darío Vital · Iván Vidauri | 3:01     |  |
| 4.                 | «No es por ti»      | Darío Vital · Iván Vidauri | 2:51     |  |
| 5.                 | «Club rodante»      | Darío Vital · Iván Vidauri | 3:01     |  |
| 6.                 | «Antes de morir»    | Darío Vital · Iván Vidauri | 2:45     |  |
| 7.                 | «Horizonte»         | Darío Vital · Iván Vidauri | 2:30     |  |
| 8.                 | «Tren»              | Darío Vital · Iván Vidauri | 2:36     |  |
| 9.                 | «Tiempo fuficiente» | Darío Vital · Iván Vidauri | 3:30     |  |
| 10.                | «Isabel»            | Darío Vital · Iván Vidauri | 2:25     |  |
| 11.                | «Vámonos»           | Darío Vital · Iván Vidauri | 2:16     |  |
| 12.                | «Pasional»          | Darío Vital · Iván Vidauri | 2:36     |  |
| 32:16              |                     |                            |          |  |

## Historial de lanzamiento
| País   | Fecha                  | Formato(s)            | Sello            | Ref.  |
| ------ | ---------------------- | --------------------- | ---------------- | ----- |
| México | 3 de noviembre de 2014 | CD + Descarga digital | EMI Music México | [ 4 ] |